# Forza di pace interamericana
La Forza di pace interamericana (in lingua inglese Inter-American Peace Force, IAPF; in lingua spagnola Fuerza Interamericana de Paz, FIP) fu una forza militare di peacekeeping istitituita nel maggio 1965 dall'Organizzazione degli Stati americani per partecipare all'Operazione Power Pack, volta a ristabilire l'ordine nella Repubblica Dominicana sconvolta da una violenta guerra civile.
La IAPF era composta da contingenti militari volontari forniti dai seguenti paesi:
- Stati Uniti: 42 600
- Brasile: 1 130
- Honduras: 250
- Paraguay: 184
- Nicaragua: 160
- Costa Rica: 21 poliziotti
- El Salvador: 3 ufficiali

Il comando della forza fu assegnato al generale brasiliano Hugo Panasco Alvim.
La missione venne completata nel settembre 1966 e la IAPF ritirata e sciolta.